# Ken Irvine
Kenneth Hugh „Ken” Irvine (ur. 12 lutego 1923 w Holborn w Londynie, zm. 3 maja 2011 w Queensland) – brytyjski zapaśnik walczący w stylu klasycznym i wolnym. Dwukrotny olimpijczyk. Odpadł w eliminacjach w Londynie 1948 i Helsinkach 1952. Walczył w kategorii 62 kg.
Czterokrotny mistrz kraju w: 1949, 1952, 1953, 1961 (58 kg).
- Turniej w Londynie 1948 (styl klasyczny)

Przegrał z Nikolaosem Birisem z Grecji i Elvidio Flaminim z Argentyny. 
- Turniej w Helsinkach 1952 (styl wolny)

Pokonał Omarem Blebelem z Argentyny a przegrał z Shohachi Ishii z Japonii i Edvinem Vesterbym ze Szwecji.
Jego brat Don również był zapaśnikiem, olimpijczykiem z 1948 i 1952.